# Sury-ès-Bois
Sury-ès-Bois ist eine französische Gemeinde mit 300 Einwohnern (Stand: 1. Januar 2022) im Département Cher in der Region Centre-Val de Loire. Sie gehört zum Arrondissement Bourges und zum Kanton Sancerre.

## Geographie
Sury-ès-Bois liegt in Zentralfrankreich, etwa 51 Kilometer nordöstlich von Bourges. Der Fluss Salereine durchquert im Süden das Gemeindegebiet, im Osten entspringt die Bras (auch Notreure genannt). Umgeben wird Sury-ès-Bois von den Nachbargemeinden Pierrefitte-ès-Bois im Norden, Santranges im Nordosten, Savigny-en-Sancerre im Osten, Assigny im Südosten, Jars im Süden, Thou im Südwesten sowie Vailly-sur-Sauldre im Westen.

## Bevölkerungsentwicklung
| Jahr                       | 1962 | 1968 | 1975 | 1982 | 1990 | 1999 | 2006 | 2019 |
| Einwohner                  | 560  | 506  | 423  | 371  | 350  | 315  | 296  | 278  |
| Quellen: Cassini und INSEE |      |      |      |      |      |      |      |      |

## Sehenswürdigkeiten
- Kirche Saint-Martin aus dem 15. Jahrhundert
- Kapelle der Burg Charepignon aus dem 13. Jahrhundert
- Herrenhaus von L'Asnerie
- Priorei Notre-Dame-de-Charpignon von Sainte-Anne aus dem 13. Jahrhundert

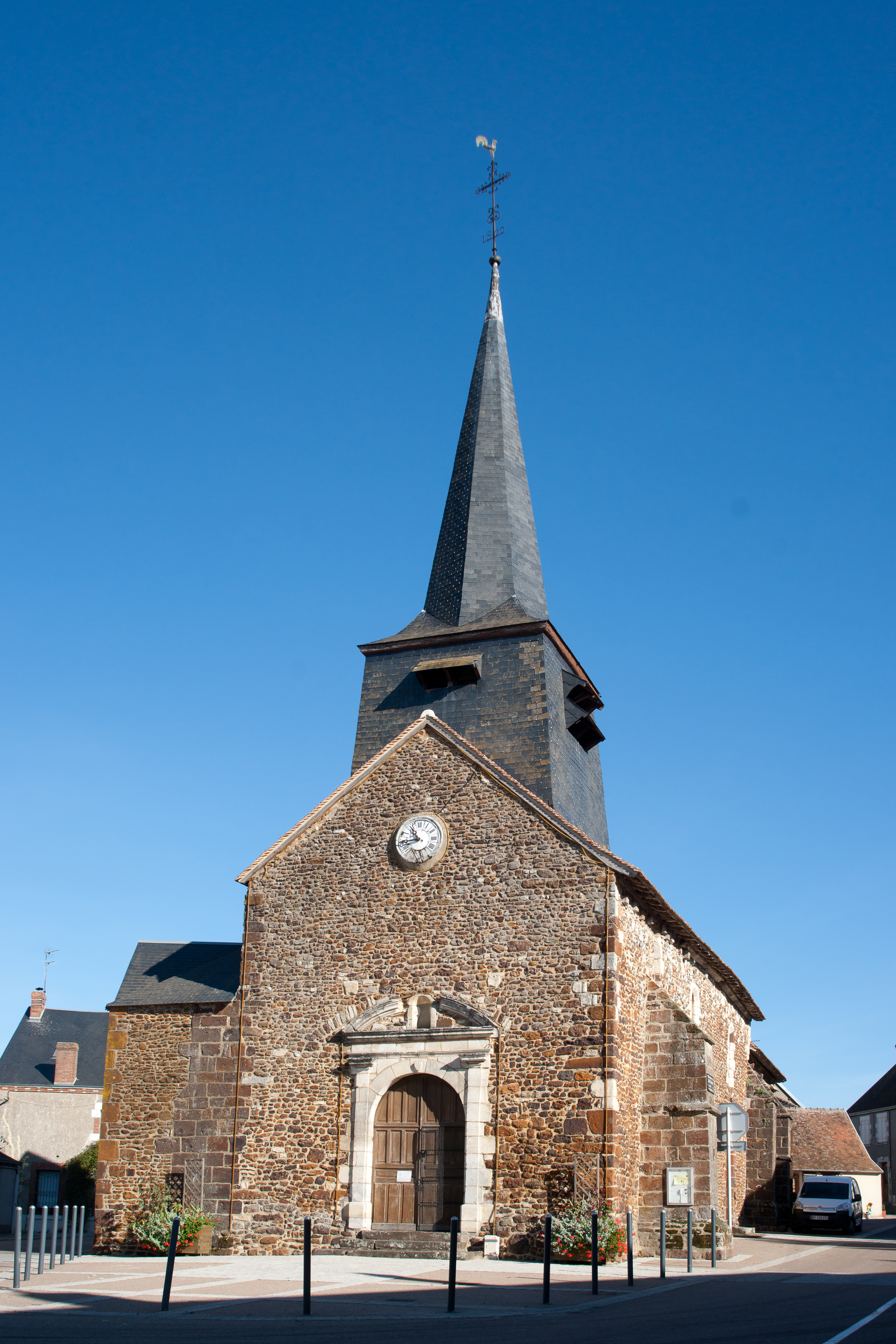
Kirche Saint-Martin